# Ангелина Жекова
Ангелина Жекова е българска поетеса.

## Биография
Ангелина Жекова е родена на 28 май 1944 г. в село Долна Врабча, Пернишко. Завършва 22-ра гимназия в София и Българска филология в СУ „Св. Климент Охридски“. Дълги години работи като преподавател по детска литература в Полувисшия институт за начални и детски учители – София. Започва да печата още като студентка – в столичния периодичен печат, сътрудничи на списанията „Славейче“ и „Дружинка“. Нейни стихове са излъчвани по Радио София, а по-късно и по телевизията. Автор е на много текстове за детски песни по музика на композиторите Борис Карадимчев, Петър Льондев, Парашкев Хаджиев, Красимир Милетков. Нейни стихове са включени в учебниците по български език и литература за началния курс.
Тя е един от авторите на буквара за първи клас (изд. „РИВА“ и изд. „Убенова“). Автор е на стихосбирките за деца: „Горска математика“ (изд. „Народна младеж“), „Дрян и великан“ (изд. „Вебер – ВБ“, 1993), „Празнично календарче“ (изд. „Спектър“ 1993, допълнена и издадена под заглавие „Весело календарче“ – изд. „Слово“, 2009), „Лисанка хитранка“ (изд. „Фют“, 2002), „Къщичка с балконче“ (изд. „Фют“); на книгите с детски приказки: „Искам да знам“ и „Коледа в гората“; на книгите с детски стихотворни приказки: „Петелът Гого“ (изд. „Спектър“, 1994), „Защо в гората няма телевизор“ (ИК „Анжела“), „Горската библиотека“, (изд. „Фют“), „Компютърен клуб в гората“, (изд. „Фют“); на стихосбирките за възрастни: „Есенна жарава“, „Слънчогледови сълзи“, „Недочакан сняг“; на множество детски илюстровани поредици.
Член на СБП. Живее и твори в София.
Ангелина Жекова е носител на наградата на „Константин Константинов“ за 2017 г. в категория „За цялостен принос“

## Творчество
- Букварко – Ангелина Жекова, изд. 2016 г., Издателство РИВА
- Непослушното мече, Юначното петле – Издателство Златното пате
- От морето до небето – Ангелина Жекова, изд. 2015 г., Издателство РИВА
- Врабчови песни – Ангелина Жекова, изд. 2015 г., Издателство РИВА
- Слънчогледови сълзи – Ангелина Жекова, изд. 2000 г., Издателство ФЮТ
- Празнично календарче – Ангелина Жекова, изд. 1993 г., Издателство СЛОВО